# CP 47,497
CP 47,497 — синтетический каннабиноид класса циклогексилфенолов. 

## История
Первые представители циклогексилфенолов были синтезированы американской фармацевтической компанией Pfizer в 70-х годах XX века. В конце 2008 года исследователями из Германии было обнаружено, что CP 47,497 и его гомологи являлись одними из основных действующих веществ курительных смесей Spice и аналогичных им.

## Биологическая активность
CP 47,497 является мощным агонистом каннабиноидных рецепторов CB1 и более слабым агонистом CB2 (в отличие от тетрагидроканнабинола, основного действующего вещества марихуаны, являющегося частичным агонистом CB1). Действие CP 47,497 на животных аналогично действию тетрагидроканнабинола. Действие на организм человека изучено недостаточно.

## Гомологи
В составе смесей Spice был обнаружен С8-гомолог CP 47,497, отличающийся от последнего длиной боковой цепи.